# عبدالله گیویان
عبداله گیویان (زاده ۷ تیر ۱۳۳۹ برابر با ۲۸ ژوئن ۱۹۶۰) نویسنده، مترجم و جامعه‌شناس ایرانی است که تمرکز آثارش بر انسان‌شناسی دین، مطالعات رسانه‌ای و ارمنی‌های ایران است. او سردبیر فصلنامه پژوهش‌های ارتباطاتی و در ۱۳۷۰ سردبیر سالنامه سیمای حج بود.
  گیویان به عنوان «پدر ویدئو کلیپها در ایران» شناخته می‌شود. 

## آموزش
- در سال ۱۳۵۷ از دبیرستان ادیب در تهران دیپلم ریاضی - فیزیک گرفت.
- در سال ۱۳۶۵ از دانشکده علوم اجتماعی دانشگاه تهران مدرک کارشناسی علوم اجتماعی دریافت نمود. عنوان پایان‌نامه وی تصوف به عنوان یک جنبش اجتماعی در ایران بود.
- در سال ۱۳۷۳ از دانشکده علوم اجتماعی دانشگاه تهران مدرک کارشناسی ارشد رشته جامعه‌شناسی گرفت. عنوان پایان‌نامه وی بررسی شرایط آنومیک در جامعه و سنجش آنومیا درمیان دانشجویان دانشکده علوم اجتماعی دانشگاه ایران بود.
- از دانشکده مطالعات شرقی و آفریقایی کالج سواس لندن دکترای جامعه‌شناسی گرفت. موضوع رساله وی دین، تلویزیون، و فرهنگ در ایران پس از انقلاب بود.

## فیلم
- «هفت قدم شمالی» (۲۰۰۷)
- «لالایی» (۲۰۰۶)

### تألیف
- داستان بلند حصر دل، تهران: حوزه اندیشه و هنر اسلامی، ۱۳۶۵
- بازی‌های رایانه‌ای: مجموعه مقاله، ۱۳۸۸: مؤلفان: ابراهیم محسنی آهویی، عبدالله گیویان، احسان شا قاسمی، مقداد مهرابی، مسعود کوثری، تهران: همشهری، ۲۰۸ صفحه. شابک ‎۹۷۸۹۶۴۲۴۱۰۰۷۱
- مردم‌شناسی بصری، ۱۳۹۰، تهران: دانشگاه امام صادق، ۲۹۲ صفحه. شابک ‎۹۷۸۶۰۰۲۱۴۰۵۵۵
- مردم‌شناسی اجتماعات دینی، ۱۳۹۰، تهران: دانشگاه امام صادق، ۴۸۰ صفحه. شابک ‎۹۷۸۶۰۰۲۱۴۰۷۵۳
- اسنادی از دولت شریف امامی (پنجم شهریور تا چهاردهم آبان ۱۳۵۷)، ۱۳۹۶: سجاد راعی، مراد سلیمانی‌زمانه، امین عزیزی، پرویز اسماعیلی، عبداله گیویان، تهران: جمهور ایران (وابسته به مرکز پژوهش و اسناد ریاست جمهوری)، ۲۲۴ صفحه شابک ‎۹۷۸۶۰۰۶۶۰۶۷۴۳
- نظریه زمینه‌ای، تهران: انتشارات علمی فرهنگی.

### ترجمه
- کتی چیتر، ۱۳۸۹: راهنمای تحقیق برای تولیدات رسانه‌ای، مترجم عبدالله گیویان، تهران: دانشگاه صدا و سیما، ا ۱۷۶ صفحه.شابک ‎۹۷۸۹۶۴۸۸۵۷۴۰۵
- آنتونی پل کوهن، ۱۳۹۰: سرشت نمادین اجتماع، مترجم عبداله گیویان، تهران: دانشگاه صدا و سیما، ۱۹۶ صفحه. شابک ‎۹۷۸۹۶۴۸۸۵۷۶۵۸
- اریک دبلیو رودنبولر، ۱۳۹۰: ارتباطات آیینی: از گفتگوهای روزمره تا جشن های رسانه‌ای شده، مترجم عبداله گیویان، ۲۶۸ صفحه. شابک ‎۹۷۸۹۶۴۷۷۴۶۵۶۴
- جانی سالدنا، ۱۳۹۵: راهنمای کدگذاری برای پژوهشگران کیفی، مترجم عبدالله گیویان، تهران: علمی و فرهنگی، ۴۳۸ صفحه. شابک ‎۹۷۸۶۰۰۱۲۱۸۶۶
- تامس آو. لیندلف، برایان تیلور، ۱۳۹۷: روشهای تحقیق کیفی در علوم ارتباطات، مترجم عبداله گیویان، تهران: همشهری، ۴۳۶ صفحه. شابک ‎۹۷۸۹۶۴۲۴۱۰۱۳۲